# Нуну I Алвітіш
Нуну I Алвітіш (порт. Nuno Alvites; 1000–1028) — граф Португальський в 1017—1028 роках (разом з дружиною Ілдуарою Мендіш).

## Життєпис
Походив з роду Вімарану Піріш. Старший син графа Португальського Алвіту Нуніша та Готіни. Народився 1000 року. Його мати померла до 1008 року, оскільки цього року Алвіту Нуніш одружився вдруге — з Тутадоною, вдовою Менду II, графа Португалії, внаслідок чого сам став графом. Батько Нуну бажав закріпити за своїм родом правління в Португальському графстві. До 1016 року він одружив Нуну з донькою Менду II.
У 1016 році після смерті Алвіту, Нуніш разом з дружиною Ілдуарою став графом Португальським. Втім перша письмова згадка про Нуну I Алвітіша як графа відноситься до 1017 року. Був вірним васалом короля Леону Альфонсо V. У 1025 року був серед свідків пожертви цього короля абату Педру, братові Нуну I. У 1028 року графа було вбито за невідомих обставин. Далі панувала його вдова разом з малолітнім сином Менду.

## Родина
Дружина — Ілдуара, донька Менду II, графа Португалії.
Діти:
- Менду (д/н—1050) — граф Портукале
- Гонтрода (д/н — бл. 1088) — дружина графа Васко
- Муньйо (д/н — після 1031)